# Języki nachskie
Języki nachskie – nieliczna grupa języków, używanych na Kaukazie Północnym, w Czeczenii i Inguszetii oraz w kacheckiej Zemo-Alweni. Liczba użytkowników waha się, w zależności od źródła, od 1,1 mln do 1,7 mln. Początkowo uważano je za odrębną rodzinę językową –  nachską lub północno-środkowokaukaską, jednak obecnie zazwyczaj klasyfikuje je się jako podrodzinę języków nach-dagestańskich.

## Klasyfikacja
Języki nachskie dzielimy na:
- języki wajnachskie – kontinuum językowe, złożone z:
języka czeczeńskiego – około 950 tys. użytkowników. Istnieje również liczna diaspora czeczeńska, w krajach Bliskiego Wschodu i Azji Środkowej.
języka inguskiego – około 230 tys. użytkowników
- język bacbijski – około 3420, używany głównie w Zemo-Alewi (Kachetia, Gruzja)

## Cechy języków nachskich
- ergatywność
- obecność klas czasownikowych
- obecność klas rzeczownikowych
- fleksyjność
- skomplikowany system przegłosów
- bogaty zasób spółgłosek (języczkowe, krtaniowe, laryngalne, ejektywne)
- bogaty zasób samogłosek